# Karluken
Die Karluken (alttürkisch Qarluq; arabisch/persisch قارلوق, tibetisch Gar-log) waren eine historische Stammesföderation türkischer Steppennomaden im frühmittelalterlichen Mittelasien.
Aus den Reihen versklavter Karluken in Diensten der Samaniden gingen unter anderem die späteren Ghaznawiden-Herrscher von Chorasan und Nordindien hervor.

## Geschichte
Um 600 lebten die Karluken nördlich des Balchaschsees. Sie waren anfänglich von relativ untergeordneter Bedeutung.  Selbst Mahmud al-Kāschgharī erwähnt die Karluken nicht in der Aufzählung der 20 türkischen Stämme in der Einleitung seines diwān lughāt at-turk. Nach uigurischen Quellen bildeten diese um 760 eine Stammesföderation aus drei Clans. Das Werk Hudūd al-ʿĀlam erwähnt allerdings, dass die Karluken aus sieben Stämme beständen. Um 700 lebten die Karluken in der später so genannten Dsungarei.
Nach dem Verfall des Zweiten Türk-Kaganats und seiner Ablösung 745 durch das Uigurische Kaganat verlagerten die Karluken im 7. und 8. Jahrhundert ihre Wohnsitze schrittweise aus dem Changai-Gebirge und Altai an das Ostende des Balchaschsees und weiter in das Siebenstromland. Ab 744 wird von einem „Reich der Karluken“ gesprochen, das sich vor allem auf die reichen sogdischen Städte des Siebenstromlandes stützte. Da sich das Ötüken-Gebirge, ein heiliger Ort für die Türken, in ihrem Herrschaftsbereich befand, sahen sie sich als Nachfolger des vormaligen Reiches der Kök-Türken.
Etwa 766 lösten die Karluken die damals vorherrschenden Türgesch als Oberschicht der Nomaden in Turkestan ab, besetzten die Städte Suyāb (die ehemalige Hauptstadt der Türgiş) und Tarāz. Sie gewannen auch Einfluss in Ferghana. Damit beherrschten die Karluken die Gebiete zwischen Altai und Syrdarja, verdrängten auch die Oghusen weiter westwärts an den Aralsee, standen aber weiterhin unter dem Druck und der Oberherrschaft der Uiguren.
791/792 galten die Karluken als Verbündete der Tibeter und versuchten mit ihnen gemeinsam die Herrschaft über Ostturkestan zu erlangen, wurden jedoch von den Uiguren besiegt. Aber auch gegen die Araber in Mittelasien gab es verschiedene Bündnisse und Kämpfe, z. B. unterstützten sie um 776 den Mukanna-Aufstand. Um 800 siedelten die Karluk im Siebenstromland. Schließlich wurden die Gebiete der Karluk nach einer massiven Kampagne des Uiguren-Khaqans Qut Bulmish (reg. 808–821, er kam bis an den Syrdarja und kämpfte dort gegen die Araber) 820/821 dem Uiguren-Reich eingegliedert. Doch bereits 840 wurden sie wieder selbständig und konnten sich einige Gebiete Ostturkestans aneignen.
Nach späteren Quellen (Al-Marwazi) vereinigten sich unter ihrer Führung neun Stammesgruppen: drei Gruppen der Tschigil, drei Gruppen der B.gh.sk.l, dazu die Bulaq, Kökerkin und Tukhsi. Diese Zusammensetzung war aber nicht stabil und unterlag im Laufe der Zeit wahrscheinlich einer Anzahl von Veränderungen, wofür auch das Vorhandensein einiger weiterer Stammesnamen spricht. Vielleicht  zählten auch die Yaghma dazu, die im 10. Jahrhundert analog zu den Karluken über verschiedene Gebiete Turkestans verstreut waren.
Die Karluken hatten, wie bei Nomaden damals üblich, zwei gemeinsam regierende Fürsten über sich: den „Arslan Qara Khaqan“ im Osten und den „Bugra Qara Qagan“ im Westen. Der westliche Teilherrscher Oghulchak Kadir Khan führte beispielsweise Krieg gegen die Samaniden (893, 903–904). 893 wurde er von Ismail I. (reg. 892–907) geschlagen, der bis an den Talas vordrang und viele Gefangene machte. Dabei wurden viele Karluken versklavt, zum Islam bekehrt und standen in der Folge als Militär- und Hofsklaven (ghulām) in den Diensten der Samaniden. Aus den Reihen dieser Militärsklaven gingen unter anderem die späteren Ghaznawiden-Herrscher von Chorasan und Nordindien hervor.
Die türkische Herrscherdynastie der Karachaniden, die im 11. und 12. Jahrhundert Mittelasien beherrschte, wird häufig auf einen Zweig der Karluken zurückgeführt.